# 禹国刚
禹国刚（1944年2月—），陕西安康人，毕业于陕西外国语学院。深圳证券交易所创建者之一，曾任深圳证券交易所第一任副总经理、法定代表人。